# Comuna Mîroslavka, Berdîciv
Mîroslavka (în ucraineană Мирославська сільська рада) este o comună în raionul Berdîciv, regiunea Jîtomîr, Ucraina, formată din satele Demciîn și Mîroslavka (reședința).

## Demografie
Componența lingvistică a satului Mîroslavka
     Ucraineană (98,27%)
     Rusă (1,02%)
     Alte limbi (0,08%)
Conform recensământului din 2001, majoritatea populației satului Mîroslavka era vorbitoare de ucraineană (98,27%), existând în minoritate și vorbitori de rusă (1,02%).